# Bagé
Bagé [czyt. baże] − miasto w Brazylii, w stanie Rio Grande do Sul.
Liczba mieszkańców: 117 tys. (2003)
Ośrodek handlowy regionu rolniczego. Przemysł chemiczny spożywczy i skórzany.
W mieście mają siedzibę kluby piłkarskie Guarany de Bagé i GE Bagé.